# Umberto Adamoli
Umberto Adamoli (Teramo, 10 maggio 1878 – Teramo, 27 settembre 1962) è stato un politico e militare italiano.

## Biografia
Nato il 10 maggio 1878 a Teramo, nei pressi di Frondarola, da Gelasio Adamoli e Carolina Marotta, trascorse gli anni dell'infanzia tra Rocciano e Tempera, prima di trasferirsi con la famiglia a Giffoni Valle Piana (provincia di Salerno) nel 1892 in seguito al fallimento della fonderia di rame gestita dal padre, Intraprese la carriera militare nella Guardia di Finanza ed entrò successivamente alla Scuola per allievi ufficiali di Caserta, dove si diplomò dopo due anni. Inviato di stanza a Grosseto prima e ad Ascoli Piceno poi, durante la prima guerra mondiale combatté con il grado di tenente al comando della Sezione mitragliatrice della Guardia di Finanza, finendo decorato con la medaglia d'argento per le operazioni svolte nel maggio 1916 sul monte Costesin. In seguito visse a Chieti e a Messina, e nel giugno 1921 si sposò con Clarice Cameli; nel 1928 si congedò con il grado di colonnello.
Trasferitosi a Silvi Marina, nel 1931 fu nominato podestà di Silvi, dove istituì il primo asilo infantile della cittadina. Dopo tre anni ritornò a Teramo, sua città natale, e dal 1939 al 1944 fu podestà della città, contribuendo ai lavori di sistemazione dell'area del duomo, con la distruzione delle stratificazioni storiche, e istituendo nuove scuole e cimiteri nelle frazioni del comune. Si distinse nel periodo della Resistenza quando si offrì in ostaggio ai nazisti durante i rastrellamenti in seguito ai fatti di Bosco Martese al posto di cento teramani.
Un altro fatto notevole che lo vide protagonista durante il periodo dell'occupazione nazista a Teramo fu il salvataggio di numerose famiglie di ebrei italiani e stranieri, i quali nell'imminenza di un rastrellamento (dicembre 1943), furono invitati ad allontanarsi dalla città e a trovare rifugio presso alcune famiglie del teramano. Furono gli stessi ebrei che intesero porre in evidenza il salvataggio messo in atto dal Podestà di Teramo, sottoscrivendo una lettera nella quale descrissero gli eventi ed il comportamento eroico tenuto da Umberto Adamoli. Per questi fatti il 7 dicembre 2023 è stato riconosciuto "Giusto tra le Nazioni".
Nel dopoguerra fu presidente del Teatro Stabile "Città di Teramo" e si dedicò alla scrittura di testi teatrali di stampo storico e religioso (Berardo da Pagliara, L'angelo del Gran Sasso, Vegli al confine, Il bimbo di Oria), ma anche di volumi di memoria storica, come Nel turbinio d'una tempesta, e di narrativa, come i I banditi del Martese. Morì a Teramo il 27 settembre 1962.
Nel 2017 a Limena (provincia di Padova) nel "Giardino dei Giusti" è stato celebrato con una targa commemorativa ed un albero piantumato a sua memoria.
Il 24 maggio 2022 gli è stata intitolata la nuova sede della Tenenza della Guardia di Finanza di Roseto degli Abruzzi (provincia di Teramo).